# Publikan
Publikan (publicanus) je bil zakupniški carinik v Rimskem imperiju. Publikanske družbe (societates publicanorum) so zaposlovale svoje zasebne carinike.  Sistem zasebne carinske službe se v večjem delu imperija ni obdržal, ker je vodil v korupcijo in v nepošteno pobiranje dajatev in posledično v splošno nezadovoljstvo, ohranil pa se je na Bližnjem vzhodu, kjer je bila zaradi težavnejšega pobiranja davkov ohranitev zasebnih carinskih služb še naprej bolj smiselna od državne carinske službe.